# Demokratska fronta
Demokratska fronta je bosanskohercegovačka parlamentarna unitaristička socijaldemokratska politička stranka osnovana 2013. Predsjednik joj je Željko Komšić, hrvatski član Predsjedništva BiH.

## Osnivanje
Željko Komšić bio je potpredsjednik Socijaldemokratske partije BiH (SDP BiH) čiji je kandidat bio za hrvatskog člana Predsjedništva BiH na općim izborima 2006. i 2010. U srpnju 2012. napustio je SDP BiH zbog sporazuma kojeg je stranka sklopila s Hrvatskom demokratskom zajednicom BiH (HDZ BiH) i navodnih ustavnih promjena koje su predviđale stvaranje zasebne izborne jedinice s hrvatskom većinom čime bi se spriječilo preglasavanje Hrvata od strane Bošnjaka. Ovo je bilo problematično utoliko što je Komšić bio izabran uglavnom bošnjačkim glasovima u dotad dva navrata kao hrvatski član Predsjedništva BiH. Tri mjeseca kasnije najavio je osnivanje nove političke stranke.
Konačno je stranka Demokratska fronta osnovana 7. travnja 2013. u Sarajevu. Okosnicu stranke čine uglavnom bivši SDP-ovci i osobe bliske političkoj ljevici. U stranku su također ušli i brojni zastupnici na županijskoj, entitetskoj i državnoj razini. Na osnivačkoj skupštini Komšić je izjavio da je stranka dostupna svima osim "fašistima i šovinistima" te da će Demokratska fronta biti multinacionalna stranka koja će djelovati na području čitave Bosne i Hercegovine, no također kako je svjestan da Demokratska fronta "nema prolaza u Republici Srpskoj i zapadnoj Hercegovini".
Veći politički uspjeh Demokratska fronta postigla je u studenom 2013. u Unsko-sanskoj županiji gdje su u skupštini zajedno sa Strankom demokratske akcije (SDA) i dijelom Demokratske narodne zajednice (DNZ) uspjeli oboriti SDP-ovu vlast uspostavljajući novu parlamentarnu većinu.